# Kirbya pacifica
Kirbya pacifica là một loài ruồi trong họ Tachinidae.